# Hybris (album)
Pour les articles homonymes, voir Hybris (homonymie).
Hybris est le premier album du groupe de rock progressif suédois Änglagård. Paru en 1992, il est considéré comme l'un des albums qui ont participé au retour aux sources et à la régénération du rock progressif au début des années 1990. En compagnie d'albums comme Vemod d'Anekdoten et Lonely Land de Landberk, Hybris installera la Suède comme l'un des pôles dynamiques de ce renouveau progressif.

## Genèse de l'album
A l'été 1991, Tord Lindman et Johan Högberg passent une annonce à la recherche de musiciens intéressés par l'esthétique et les innovations des musiques progressives du début des années 1970. Thomas Johnson et Jonas Engdegård y répondent et leur proposent de se rencontrer pour que chacun puisse écouter le matériel des autres. Les quatre musiciens s'entendent et commencent immédiatement à écrire et arranger leurs chansons. En septembre, le groupe sera renforcé de Matthias Olsson à la batterie. Au printemps 1992, Anna Holgren rejoindra le groupe en remplaçant la flutiste original, Emma Lennartsson, constituant ainsi la formation classique qui sortira les deux premiers albums. Avec ce line-up, les musiciens commencent à jouer quelques concerts à Stockholm et à travers la Suède. En avril, le groupe entre au Studio Largen où ils passeront les deux prochains mois à enregistrer les compositions qu'ils ont créées depuis un an et qui constitueront la matière de leur premier album, Hybris,,,.

## Musique
La musique d'Hybris s'inscrit dans l'inspiration du rock progressif du début des années 1970, dans sa volonté de renouer avec une lutherie analogique de l'époque et l'exigence de proposer une musique refusant les parti pris des groupes néoprogressifs des années 1980. Les compositions de l'album cultivent les contrastes, se faisant tour à tour bucoliques et contemplatives, par l'influence de la flute, des guitares acoustiques et des claviers analogiques, puis violentes et délurée lorsque l'orgue et la guitare électrique sembler livrer bataille. La musique du sextette cultive ainsi les contrastes et lors de sa sortie, fut comparée à un mariage suédois de la douceur bucolique des premiers albums de Genesis avec Peter Gabriel et de la noirceur torturée du King Crimson des années 1973-74. L'album est constitué de quatre morceaux d'une dizaine de minutes chacun, un cadre également hérité du rock progressif classique et qui permet au groupe de varier les ambiances au sein d'une même composition.

## Réception
S'il fut ignoré de la presse rock générale, l'album fut dès sa sortie acclamé par la presse spécialisée dans les musiques progressives où furent salués la compétence de chaque musicien et leur choix d'œuvrer dans le registre du rock progressif classique. Ainsi, Aymeric Leroy écrit en 1994 qu'« avec des défenseurs comme Änglagård, nul doute que cette version revue et corrigée d'un style musical tombé injustement en désuétude et sacrifié sur l'autel des modes auxquelles on l'a assimilé par erreur rétrospectivement, saura faire la preuve à tous de sa brûlante actualité. ». Près de trente ans plus, tard, l'album est devenu un classique du genre, fréquemment cité parmi les meilleurs albums de rock progressifs et toujours considéré comme un ouvrage majeur de la renaissance progressive. Frédéric Delâge salue ainsi « un sens maitrisé des contrastes qui voit la musique, essentiellement instrumentale [...], alterner passages bucoliques et poussées électriques d'une violence bien plus tordue, propulsée par une basse énorme et des percussions foisonnantes. ». Fly, sur le site leseternels.net, écrit que « dès les premières notes de piano de “Jordrök”, le ton est donné. La montée en puissance qui suit fait directement entrer le groupe dans la cour des grands, grâce à un mélange de tension et de mélancolie rappelant l’unique Trespass de Genesis. »

## Liste des chansons
- Toutes les compositions sont écrites et arrangées par Änglagård. Les paroles des morceaux 2, 3 et 4 sont écrites par Tord Lindman.

1. Jordrök (11:10)
2. Vandringar i vilsenhet (11:53)
3. Ifran klahret till klahret (8:04)
4. Kung Bore (12:57)
5. Gånglåt från Knapptibble (morceau bonus ajouté à partir de la réédition de l'année 2000) (7:19)

## Personnel
- Tord Lindman: Chant, Gibson 335, Nylon & Steel Acoustic Guitars
- Jonas Engdegård: Stratocaster, Gibson 335, Nylon & Steel Acoustic Guitars
- Thomas Johnson: Mellotron, Hammond Organ B-3 & L-100, Solina, Clavinet, Pianet, Korg Mono/Poly, Piano & Church Organ
- Anna Holmgren: Flute
- Johan Högberg: Rickenbacker Bass, Bass Pedals & Mellotron Effects
- Mattias Olsson: Sonor Drumset, Zildjian Cymbals, Concert Bass Drum, Triangles, Tambourines, Vibraslap, Po-Chung, Gong, Castanets, Line Bells, Cowbell, Wood Block, Glockenspiel, Tubular Bells, Bongos, Bells, Ice-Bell, Finger Cymbals, Waterfall, A-Gogo Bells, Cabasa, Claves, French Cowbell, African Drums & Effect-Flute